# Gerritdina Benders-Letteboer
Pour les articles homonymes, voir Benders.
Gerritdina Benders-Letteboer, née le 1er septembre 1909 à Ambt Almelo (devenue Almelo en 1919) et morte le 13 mars 1980 à Amstelveen, était membre de la Résistance néerlandaise, Juste parmi les nations à titre posthume.

## Biographie

### Enfance
Gerritdina Benders-Letteboer est la fille de le Johan Letteboer et de Janna Letteboer (née Eshuis), parents d'une deuxième fille, Johanna Letterboer (1908-1957). Les deux filles grandissent à Almelo. Son nom de famille est orthographié "Letteboer" ou "Letterboer" selon les sources,.

### Seconde Guerre mondiale
Son époux, Johan Benders, et elle vivent à Amstelveen dans le nord des Pays-Bas et entrent dans la Résistance intérieure dès les premiers jours de l'Occupation du pays par l'Allemagne en mai 1940. Une des premières lois de l'Occupation sera d'expulser les étudiants juifs du lycée d'Amsterdam, où enseigne Johan. C'est lui qui convainc sa femme de faire de leur maison une cachette pour les Juifs persécutés. Parmi les juifs qui trouvent refuge chez eux se trouvent Rosalie et Katie Wijnberg, deux sœurs qui ont quitté les Indes orientales néerlandaises pour venir étudier aux Pays-Bas et qui se sont retrouvées bloquées en Europe lors de l'invasion allemande. Elles resteront dans la maison des Benders-Lettersboer jusqu'à la fin de la guerre. En 1943, ils cachent Lore Polak, qui survivra à la guerre et émigrera aux États-Unis.
La même année, ils sont dénoncés à la Gestapo par un de leurs voisins. La police fait une descente chez eux le 4 avril et arrêtent tout le monde, les Benders, Lore Polak et Katie Wijnberg. Gerritdina Benders est enceinte de cinq mois à ce moment-là. Lore Polak et Katie Wijnberg sont envoyées à Westerbork.

### Après-guerre
Après la guerre, Gerritdina Benders-Letterboer reconstruit une nouvelle vie pour ses trois filles et elle, mais aussi pour Lore Polak, qui a découvert que toute sa famille est morte pendant l'Holocauste. Elle vivra avec eux pendant 4 ans avant d'émigrer aux États-Unis. Elle meurt le 13 mars 1980, à l'âge de 71 ans à Amstelveen, dans le nord des Pays-Bas.

## Distinctions
- Le 27 mars 1997, lui est décerné le titre de Juste parmi les nations à titre posthume, en même temps que son défunt époux.
- Une rue à Amstelveen est nommée d'après eux, en hommage à leurs actes de résistance et à leur travail de sauvetage[8].